# Коре (спътник)
Коре (на гръцки: Κόρη) също познат като Юпитер XLIX е естествен спътник на Юпитер. Открит е от екип от астрономи от Хавайския университет, воден от Скот Шепърд през 2003 г. и му е дадено условното обозначение S/2003 J 14.
Коре е около 2 км в диаметър и орбитира около Юпитер на средна дистанция от 23,239 милиона мили за 723,720 дни при инклинация 141° към еклиптиката (139° към екватора на Юпитер), в ретроградно направление и с ексцентрицитет 0,2462.
Той принадлежи групата на Пасифая, която е съставена от нерегулярни ретроградни спътници орбитиращи около Юпитер на дистанции между 22,8 и 24,1 Gm с инклинации вариращи между 144,5° и 158,3°.
Наречен е на Коре, друго име за гръцката богиня Персефона (от гръцкото κόρη, „дъщеря [на Деметра]“).